# Trichomyia propinqua
Trichomyia propinqua är en tvåvingeart som beskrevs av Duckhouse 1978. Trichomyia propinqua ingår i släktet Trichomyia och familjen fjärilsmyggor. Inga underarter finns listade i Catalogue of Life.